# Ulua aurochs
Ulua aurochs es una especie de peces de la familia Carangidae en el orden de los Perciformes.

## Morfología
• Los machos pueden llegar alcanzar los 50 cm de longitut total.

## Distribución geográfica
Se encuentra en las  costas centrales del Pacífico occidental: sur de Nueva Guinea, Mar de Arafura y noroeste de Australia.